# Rolland-Michel Barrin

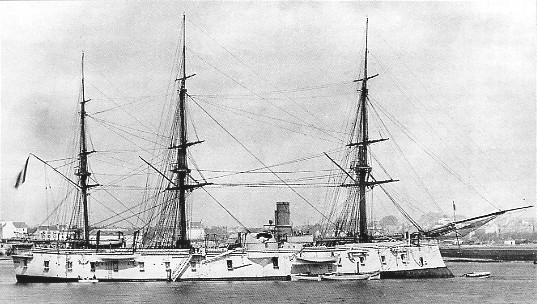
Francuski krążownik La Galissonniere w roku 1885

Rolland-Michel Barrin markiz de La Galissonnière (ur. 10 listopada 1693 w Rochefort, zm. 26 października 1756 w Montereau-Fault-Yonne) – francuski admirał i gubernator generalny Nowej Francji w latach 1747–1749.
Barrin otrzymał bardzo staranne wykształcenie, w tym w dziedzinie historii naturalnej. W 1710 wstąpił do marynarki, gdzie zdobył sławę znakomitego oficera.
W 1747 został powołany na stanowisko gubernatora generalnego francuskiej Kanady, przede wszystkim z racji swoich umiejętności wojskowych, które rychło potwierdził, nie tylko powstrzymując napór Anglików w ostatnim etapie Wojny króla Jerzego, ale organizując zaczepne wypady w dolinę rzeki Ohio. Okazał się także znakomitym administratorem. W czasie swego krótkiego urzędowania wzmocnił milicję kolonialną do stanu 12 tysięcy zbrojnych, oraz rozbudował sieć fortów w dolinie rzeki Ohio. Nad jeziorem Ontario założył fort La Présentation, dzisiejsze Toronto. Rozbudował także system umocnień odgradzający kolonię od terenów Siuksów. To on także ustalił granicę pomiędzy dwiema koloniami francuskimi – Nową Francją i Akadią.
Za swoje zasługi dla Nowej Francji został mianowany wiceadmirałem i w roku 1756 otrzymał dowództwo francuskiej floty osłaniającej inwazję na Minorkę. W bitwie w pobliżu wyspy odparł flotę angielską, chociaż swoją ostrożnością zaprzepaścił szanse na bardziej zdecydowane zwycięstwo. W nagrodę za to zwycięstwo, w wyniku którego flota francuska zdobyła panowanie na wodach wokół Minorki, tak że jej garnizon musiał kapitulować, Ludwik XV przygotował dla niego marszałkowską buławę, jednak markiz nie zdążył jej odebrać, zmarł bowiem na skutek choroby 26 października 1756 roku.
Jego imieniem nazwano m.in. krążownik, który walczył w wojnie francusko-chińskiej w latach 1884–1885, klasę lekkich krążowników z okresu II wojny światowej i pojedynczy niszczyciel typu T56, będący rozwinięciem niszczycieli typu T53R.